# Triumph Bonneville T120
Die Triumph Bonneville T120 ist ein unverkleidetes Motorrad der Triumph Motorcycles Ltd. in Hinckley, Großbritannien. Das Motorrad wurde nach vierjähriger Entwicklungszeit am 28. Oktober 2015 präsentiert. Es wird in Chonburi in Thailand endmontiert. Die Verkaufsbezeichnung T120 bezieht sich in alter Triumph-Tradition auf die erreichbare Höchstgeschwindigkeit, die zum Verkaufsstart bei etwa 120 Meilen pro Stunde (193 km/h) lag. Triumph bezeichnet die „Bonnie“ als „modern classic“ und bedient mit diesem Motorrad und den verschiedenen Varianten (Bobber, Speedmaster und dem Café-Racer Thruxton) den wachsenden Markt für sogenannte Retro-Bikes, also Motorräder mit der Optik der 1960er Jahre aber moderner Technik.

## Konzeption
Als Vorlage für die Retrobike-Version dieser modernen T120 diente die T120 von 1959. Ebenso wie ihr unmittelbaren Vorgängermodelle, die Bonneville 790 von 2001 und die T100 von 2002, manieriert die Retro-T120 die stilistischen Designelemente der historischen Vorlage und verbindet sie mit den umwelt- und sicherheitstechnischen Rahmenbedingungen von 2015. Da Triumph in den letzten Jahren gerade im Bereich der sogenannten „New Classics“ eine Marktchance sieht, wird der Bereich um die T120 massiv ausgebaut. Beispiele sind die extrem erfolgreiche Bonneville Bobber (2017) und die Bonneville Speedmaster (2018). Triumph nutzt dabei den 1200er Reihenzweizylinder in unterschiedlichen Abstimmungen (z. B. HT = high torque bei der Bobber oder der Speedmaster), um damit um das Grundkonzept herum eine Spreizung im Produktportfolio zu erzielen.

## Konstruktion

### Antrieb
Angetrieben wird die T120 von einem 1200 cm³ großen, flüssigkeitsgekühlten, quer eingebauten Reihenzweizylinder. Die Kurbelwelle hat einen Hubzapfenversatz von 270 Grad. Das Gemisch bildet eine als Amal-Vergaser getarnte elektronische Einspritzanlage. Zum ersten Mal wird im Classic-Segment ein Ride-by-Wire System mit Anti-Hopping-Kupplung und Sechsganggetriebe angeboten.

### Rahmen und Fahrwerk
Der Schleifenrahmen besteht aus Stahlrohr. Das Vorderrad wird von einer Doppelbremsscheibenanlage mit ABS verzögert.